# بازی‌های ویدئویی: فیلم
بازی‌های ویدئویی: فیلم (به انگلیسی: Video Games: The Movie) یک مستند از جرمی اسنید دربارهٔ بازی‌های ویدئویی است. بعد از کمپین سرمایه‌گذاری اجتماعیِ ایندی‌گوگو و کیک‌استارتر در سال ۲۰۱۲ و ۲۰۱۳، بالاخره فیلم در سال ۲۰۱۴ منتشر شد.